# Хрыневиче
Хрыневи́че (пол. Hryniewicze) — деревня в Белостокском повете Подляского воеводства Польши. Входит в состав гмины Юхновец-Косьцельны. Находится примерно в 8 км к югу от города Белостока. По данным переписи 2011 года, в деревне проживало 486 человек.
Деревня появилась не позднее 1500 года. До 1795 года входила в состав Бельского повета Подляшского воеводства.